# 埃本富特
埃本富特是奥地利下奥地利州维也纳新城城郊县的一个市镇。总面积23.56平方公里，总人口2785人，人口密度118.2人/平方公里（2005年）。